# 2018-as francia labdarúgó-szuperkupa
A 2018-as francia szuperkupa a Francia Szuperkupa, angolul a Trophée des Champions 23. kiírása volt. Az előző évi párosítást megismételve ezúttal is a bajnok és kupagyőztes Paris Saint-Germain, valamint a bajnokságban második helyezett AS Monaco mérkőzött a trófeáért. A találkozó helyszíne Kína, Sencsen városa volt.
A mérkőzést a Paris Saint-Germain nyerte meg 4–0 arányban, ezzel sorozatban hatodszor hódította el a trófeát.

## A mérkőzés
| 2018. augusztus 4. 20:00 (kínai idő szerint) |

| Paris Saint-Germain                          | 4–0         | AS Monaco |
| -------------------------------------------- | ----------- | --------- |
| - Di María 32' 90+2' - Nkunku 39' - Weah 67' | Jegyzőkönyv |           |

| Shenzhen Universiade Sports Centre, Sencsen Nézőszám: 41,237 Játékvezető: Ruddy Buquet (francia) |

| Paris Saint-Germain | Monaco |

| GK            | 1  | Gianluigi Buffon   |  |     |
| RB            | 34 | Colin Dagba        |  |     |
| CB            | 2  | Thiago Silva (c)   |  | 74' |
| CB            | 37 | Kévin Rimane       |  |     |
| LB            | 36 | Stanley N'Soki     |  |     |
| CM            | 6  | Marco Verratti     |  | 75' |
| CM            | 19 | Lassana Diarra     |  | 64' |
| CM            | 25 | Adrien Rabiot      |  |     |
| RW            | 11 | Ángel Di María     |  |     |
| CF            | 21 | Timothy Weah       |  |     |
| LW            | 24 | Christopher Nkunku |  |     |
| Cserék:       |    |                    |  |     |
| GK            | 30 | Kevin Trapp        |  |     |
| DF            | 5  | Marquinhos         |  | 64' |
| DF            | 20 | Layvin Kurzawa     |  |     |
| MF            | 18 | Giovani Lo Celso   |  |     |
| MF            | 33 | Antoine Bernede    |  | 74' |
| MF            | 35 | Moussa Diaby       |  |     |
| FW            | 10 | Neymar             |  | 75' |
| Vezetőedző:   |    |                    |  |     |
| Thomas Tuchel |    |                    |  |     |

| GK              | 16 | Diego Benaglio        |       |     |
| RB              | 24 | Andrea Raggi (c)      | 90+2' |     |
| CB              | 25 | Kamil Glik            |       |     |
| CB              | 5  | Jemerson              |       |     |
| LB              | 21 | Julien Serrano        |       |     |
| CM              | 4  | Jean-Eudes Aholou     | 5'    |     |
| CM              | 28 | Pelé                  |       | 46' |
| RW              | 20 | Rony Lopes            |       | 64' |
| AM              | 8  | Youri Tielemans       |       |     |
| LW              | 29 | Samuel Grandsir       |       | 46' |
| CF              | 10 | Stevan Jovetić        |       |     |
| Cserék:         |    |                       |       |     |
| GK              | 30 | Seydou Sy             |       |     |
| DF              | 3  | Antonio Barreca       |       |     |
| DF              | 18 | Ronaël Pierre-Gabriel |       |     |
| MF              | 35 | Kévin N'Doram         |       |     |
| MF              | 36 | Sofiane Diop          |       | 46' |
| FW              | 14 | Keita Baldé           |       | 46' |
| FW              | 22 | Jordi Mboula          |       | 64' |
| Vezetőedző:     |    |                       |       |     |
| Leonardo Jardim |    |                       |       |     |

A mérkőzés embere:

Ángel Di María (Paris Saint-Germain)
| Asszisztensek: Guillaume Debart Julien Pacelli Ötödik játékvezető: Jérôme Miguelgorry | Szabályok - 90 perc játékidő. - Döntetlen esetén büntetőrúgások. - Hét csere nevezhető, három becserélhető. |